# Bam Thwok
Singles de Pixies
Debaser
(1997)
Bam Thwok est une chanson du groupe de rock indépendant américain Pixies, réalisée en 2004 et disponible uniquement en téléchargement. La chanson a été écrite et est chantée par la bassiste du groupe, Kim Deal, et été mise en vente en exclusivité sur l'iTunes Music Store le 15 juin 2004. Dès sa sortie, « Bam Thwok » est un succès commercial, démarrant à la première position des charts au Royaume-Uni. La chanson constitue le premier enregistrement du groupe depuis 1991, année de leur dernier album Trompe le Monde, et est en 2008 leur seule et unique composition originale depuis leur recomposition en 2004.
Bam Thwok a été composée à l'origine pour la musique du film d'animation Shrek 2, mais n'a pas été sélectionnée pour la bande originale finale. Les paroles de la chanson abordent une thématique surréaliste et absurde typique des chansons du groupe; Kim Deal a puisé son inspiration dans un livre d'art pour enfant qu'elle a trouvé dans une rue de la ville de New York. Le thème principal de Bam Thwok est « de montrer la bienfaisance au monde ». Toutefois, le titre reçut un accueil mitigé chez les fans du groupe, en raison d'un solo d'orgue au milieu de la chanson.

## Contexte
À la suite de leur recomposition en 2004, les Pixies ont estimé que l'enregistrement d'une nouvelle chanson pouvait « briser la glace » qui s'était créée entre les membres du groupe après leur split de 1993. Comme le groupe avait annoncé les dates de leur tournée mondiale, Dreamworks contacta leur manager Ken Goes pour lui demander s'ils seraient intéressés par l'enregistrement d'une chanson pour le film Shrek 2. Le groupe accepta, et Kim Deal et Black Francis commencèrent à composer une chanson visant un public enfant. Kim Deal, qui avait travaillé une série d'accords et une composition pour les Breeders, décida, face à l'inactivité de celui-ci, de faire don de sa nouvelle composition aux Pixies.
Les Pixies choisirent le riff de Kim Deal, considérant qu'il était « plus pop, avec un son plus apte à plaire aux enfants » , et Francis laissa à Kim Deal le soin de chanter et de lui laisser écrire le nouveau titre; Francis est quant à lui relégué aux chœurs. La position de Black Francis était censée réchauffer une relation tendue de longue date entre les deux leaders du groupe - dans les deux derniers albums studio de Pixies, Bossanova en 1990 et Trompe le Monde en 1991, Black Francis, le chanteur principal du groupe, ne laissa à Kim Deal aucune possibilité de contribuer aux chants sur les chansons. Ceci constitua l'une des raisons de la mésentente et de la séparation du groupe en 1993. Cependant, les deux compagnons de route semblent avoir réglé leurs divergences : À plusieurs reprises lors d'interviews dans la presse, Francis a plaisanté de façon ironique sur le fait qu'il prévoyait de supprimer le plus possible de ses compositions sur un éventuel nouvel album, et plus tard, il fit l'éloge de Bam Thwok, la qualifiant de « très bonne chanson ».

## Enregistrement et sortie
Le groupe réalisa et enregistra une première mouture de la chanson à l'aide de Pro Tools, dans le studio personnel au domicile du guitariste Joey Santiago, qu'il a conçu pour le groupe qu'il anime avec sa compagne The Martinis. Après, selon les termes de Kim Deal, avoir plus ou moins finalisé avec la chanson avec l'outil de Joey Santiago, une démo fut enregistrée, financée par Dreamworks. Le groupe traversa les États-Unis pour aller enregistrer la chanson au sein des studios Stagg Street, à Los Angeles en Californie. Black Francis affirma à propos de cette session d'enregistrement qu'elle fut « très détendue », que ce fut « une belle façon de briser la glace » entre les membres du groupe, et qu'il « n'avait pas senti que douze années s'étaient écoulées ». La chanson fut ensuite mixée aux studios Sound City à la fin du mois de mars.
Bam Thwok sortit sur le site d'iTunes Music Store à minuit le 15 juin 2004. Les Pixies ont choisi de sortir le titre de cette façon car ils n'étaient attachés à aucun grand label, leurs albums précédents étant déjà sortis sur 4AD et sur Elektra Records. Au moment de la sortie de Bam Thwok, les agents des Pixies ne donnèrent aucune indication quant à savoir si les versions futures chansons du groupe seraient limitées à l'iTunes Music Store.
Dreamworks ne souhaita pas sélectionner l'enregistrement et la chanson ne figura pas sur la musique originale du film Shrek 2; c'est la chanson Accidentally in Love des Counting Crows qui fut choisie pour la séquence prévue du film,.